# 軍種對立

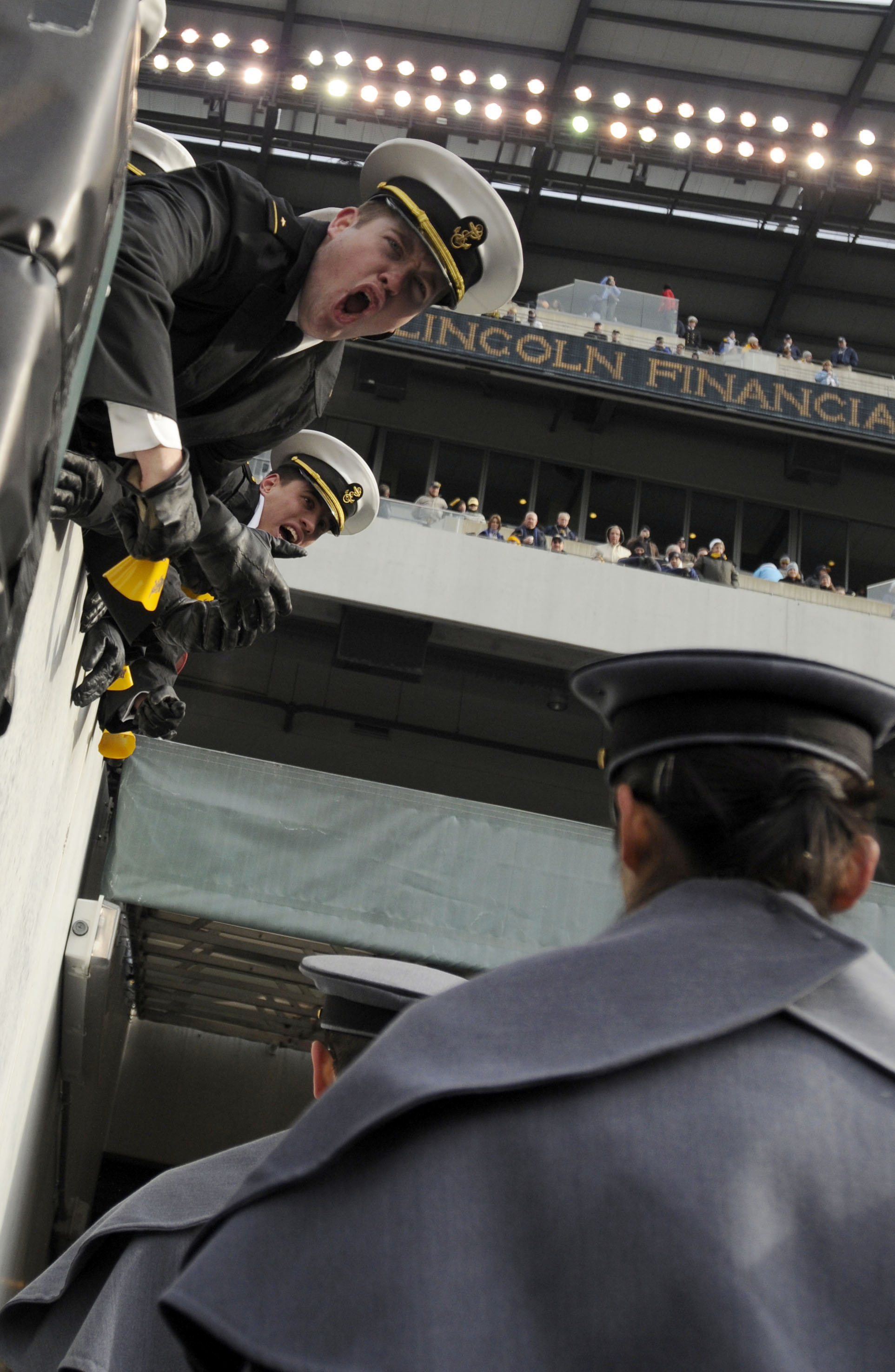
軍種對立的具體寫照：參加2008年陸海軍對抗賽的美國海軍學院官校生們，大聲奚落入場的美國陸軍西點軍校生。

軍種對立是指一國軍隊內各個軍種（如陸軍、海軍、空軍）之間的不和、競爭等對立關係。在英語中，用以稱呼軍種對立的詞彙，亦可形容同一國的情治單位（如美國的中央情報局和聯邦調查局）之間的對立。

## 概述
产生軍種對立的原因，包括了海陸空軍等部門間競奪參謀本部中的關鍵職位、爭取國防預算的撥予、特定任務的執行權或特定武器的擁有權，後者例子包括海軍在作戰中先出動航空母艦及艦載機隊時，可能會被空軍視為對其傳統職責的侵害。
軍種對立現象常是部門本位主義的具體表現。雖然適度的競爭與專業技術分工是好事，但類似的不和若程度加劇，可對軍隊效率或戰力造成耗損。

## 各國情形

### 美國
在美國，早期近代軍種對立之著名案例，於1900年代起頭，美國海軍陸戰隊首次永久擔當遠征作戰及登陸作戰角色，在海陸軍間引發爭端。此項稱作「前沿部署部隊」的概念，旨在使海軍陸戰隊的定位不再限於十三州殖民地時期的船上警衛隊，而是發展為聯合的海上登陸戰部隊。許多海軍軍官對於陸戰隊的任務性質產生困惑，並展開爭論此個單位應該成為艦上部隊還是沿岸強襲部隊。而美國陸軍軍官們則擔心海軍陸戰隊踰越了其先前的職責和角色。這種紛擾持續逾50年。
除了陸戰隊之外，從1900年開始各自成立下屬航空部隊的海軍和陸軍，也對於空中武力的應用有很大的歧見。陸軍航空勤務隊准將威廉·米切爾曾以空權至上論和陸軍轟炸機攻克水面艦艇的能力為由，主張成立獨立空軍（並使海軍的航空兵和航母改歸之管轄），而海軍方面基於反對獨立空軍而加以抵制，最後經過國會的否決而使海軍保有自己的航空隊。兩軍飛行風格也大異其趣，如美國軍官的回憶錄所言：
有句老话说得好，空军的人有一本操作說明书，上面记载了你在空中可以做的所有事情，凡是没有具体写明的事情都是禁止的；反之海军的规则手册则记载了你不能做的所有事情，凡是没有写明的事情則是可以被容許的。
第二次世界大戰後，由於杜魯門政府在任內面臨國人要求讓海外士兵返美的聲浪，開始進行大規模復員工作和軍事規模、預算上的裁減。面對國防架構的重組，各軍種間對於各自扮演的防禦角色也產生爭執。在這其中，包含了兩任陸軍參謀長——德懷特·艾森豪以及喬治·馬歇爾在內的陸軍體系，試圖透過改變國防編制，分拆美國海軍陸戰隊的組織和功能，以使自己成為美國唯一陸上作戰部隊的角色。另一方面，陸軍航空軍則要求獨立為與陸、海軍同級且對等的空軍，並接掌美國陸海兩軍內所有的飛行部隊和空戰指揮權。而由於核武器的運用，無論是陸戰隊的兩棲作戰能力或海軍任務，都受到質疑是否必要，而陸軍航空軍主張未來以遠程轟炸機取代水面艦艇執行海防工作，也使海軍以制海權之重要、和艦載機隊靈活於陸航機隊為由展開辯駁。之後根據通過的《1947年國家安全法》，陸軍航空軍如望脫離陸軍而自立為美國空軍，卻仍沒有收編海軍的航空隊和美國海軍陸戰隊航空兵管轄的聯隊於其下。而海軍陸戰隊本身也沒如陸軍官員計劃被廢。
但軍種之間的衝突，從二戰時對日總攻計劃——沒落行動戰區總司令的人選、戰後的十字路口行動後海軍與新空軍對核武投射權的爭執，到了1947年之後還是依然持續著。同樣由1947年國安法催生的陸海空三軍指揮單位「國家軍事機構」（National Military Establishment），在1949年更名為美國國防部，並負責提供整體的協調，來解決美軍各軍種間歷史悠久、並且在二戰時不利軍事效率的內訌。
美軍採用過數種方法或手段來管制、或遏止軍種對立的發生，例如《戈德華特－尼科爾斯國防部重構法案》在1986年生效後，針對希望晉陞（尤其是升為將領）的軍官，追加了「須擔任過至少一個（跨軍種）聯合勤務職位」等條件作為門檻。類似的軍官被形容為「著紫裝」（wearing purple）以與美國陸軍的綠軍裝、美國海軍陸戰隊的卡其／橄欖綠軍裝、海軍的白軍裝和空軍的藍軍裝區別。同樣誕生於1980年代的美軍特戰司令部（SOCOM）則置陸海空三軍的特種部隊於統一指揮架構下，以改善伊朗人質營救行動、入侵格瑞納達和入侵巴拿馬等投入特殊部隊參戰的軍事行動中，由於特戰單位間缺乏指揮、管制與協調，而導致失利及謬誤的狀況。

### 日本
戰前大日本帝國陸軍與大日本帝國海軍的長期不睦，是軍種對立中最為惡名遠揚的案例，並且也影響了日軍在日中戰爭和第二次世界大戰中的軍事行動。明治維新時代建軍之時，陸軍和海軍分別由長州藩和薩摩藩所掌控，但兩大雄藩在幕末時期已開始存在嚴重私怨。之後由於陸軍參照法國、德國作為藍本，海軍則師法英國，使得兩者在體制、國際觀上的分歧開始日漸擴大。
隨著1905年日俄戰爭結束而進行的「帝國國防方針」中，陸軍著手推動「平時25個師團、戰時50個師團」的軍備擴張計劃，海軍方面也致力於八八艦隊的組織建設，耗去了大比例的預算，兩者的對立更因爭奪國防經費而更趨白熱化。之後的1930年代裡，陸海兩軍又在對外擴張策略上產生了歧見。「北進政策」的方案中，提倡以陸軍充當行動主力、征服中國大陸，並將滿洲（今中國東北地區）當作向西伯利亞方向進發的腹地；而「南進政策」的方案則主張透過海軍力量，以台灣和華南為起點跳板，朝著被視為經濟、軍事戰略目標的東南亞實施勢力擴張。對內，雙方的基層軍官中都有付諸暗殺來剷除政府部門中反對派人士的動作；對外，這種擴張方針隨即導致了九一八事變和全面性的中日戰爭。之後由於日本財閥認為滿足海軍對南洋的需求，能讓自己的利益最大化而開始對太平洋戰爭予以支持。
在軍事外交方面，為了配合擴張而在1936年與納粹德國簽定的《防共協定》，也造成之後兩軍種間的不和。1938年上任的德國外交部長約阿希姆·馮·里賓特洛甫希望透過防共協定的強化，推動德日與義大利之間的三國軍事聯盟。這再度造成陸軍親德派與關注美日關係、英日關係的海軍和內閣之間的衝突。但德軍在1939年與1940年發動閃電戰襲捲歐洲大陸後，偏向日本陸軍與德意日軸心聯盟的輿論使得海軍高層停止反對。
空中與海上的發展也同樣成為日本帝國陸軍與海軍之間的衝突點。在單位編制及作戰角色上，陸軍擁有屬於自己的潛艇、水上艦艇（包括驅潛艦）以及造船廠，甚至還有專門負責海運的部門；而海軍亦擁有自己的兩棲部隊及傘兵部隊以在無需依靠陸軍地面支援的情況下獨立作戰，而這些帶「越俎代庖」性質的單位與另一軍種之間並完全沒有資訊交換或協調的機制，導致未能協同行動。航空方面，兩者的飛行部隊也競相對立。技術部分，兩者的研發單位及生產單位，也由於陸海長期的內鬥而完全隔離、未進行合作。
陸海兩軍的齟齬不合到了戰爭時期更顯得嚴重。顯著例子是日本海軍在1942年中途島海戰中嚴重挫敗後，隔了數週才通知陸軍這場災難性的結果。兩軍對資源的爭奪也使得戰況對日不利，日本海軍的艦艇消耗大量燃料，但荷屬東印度的石油卻掌握在對燃料需求較少的日本陸軍手中。油料的分配不均，間接導致了1944年菲律賓海海戰和雷伊泰灣海戰中，均發生了戰場附近的日本海軍艦隊無法支援的情形。

### 德國
在納粹德國，國防軍（陸海空三軍）和武裝親衛隊時常因為在戰鬥序列中（尤其是投入裝甲部隊的戰鬥裡）被排為同級而生成摩擦。在國防軍內部，納粹德國空軍司令赫爾曼·戈林被多種因素，包括他與陸軍的政治分歧在內，讓他創立了空軍野戰師，變成陸軍之外的、也是德國第三支的陸上戰鬥部隊。同樣在二戰大部分時間裡都隸屬於空軍司令部下轄的空降獵兵，直到1944年底才變成陸軍所屬部隊。
空軍和納粹德國海軍之間在二戰時也有一段時間，持續地在若干議題上存有芥蒂，其中一個就是海軍艦載航空大隊（Bordfliegergruppe）的建構。

### 英國
在1918年英國皇家空軍創設之後，英國皇家海軍和英國陸軍飛行隊在戰前擁有的飛機都大量劃歸於空軍之下，引發了海軍高層的怨懟。嗣後，為了因應二戰局勢，才使得皇家海軍再次取得艦載飛機的指揮控制權。但到伊莉莎白女王級航空母艦服役後，英國皇家空軍又取得部分艦載F-35B控制權。
較新的案例是陸軍體系的傘兵團和海軍體系的皇家海軍陸戰隊。由於兩者具備的一些作戰能力是重疊的，因此在這兩者中選定執行任務的部隊時，常會對軍事指揮官或政治決策者形成壓力。也由於各軍種所屬的特種部隊會有摩擦，使得英國國防部成立了英國特種部隊（UKSF），作為特戰任務部隊的跨軍種聯合指揮機構，同時也使特殊舟艇隊（SBS）不再僅將海軍陸戰隊員作為兵員補充來源，而開始吸納陸空兩軍的官兵。

### 印度
印度陸軍和印度空軍之間，已經因為互相爭奪攻擊用直升機的擁有權，而持續了多年的內訌。這場衝突是從1999年印度與巴基斯坦的卡吉爾戰爭之後開始浮上檯面的。
2012年5月上任的印度陸軍參謀長比克拉姆·辛格上將，數次要求能擁有陸軍所屬的武裝直升機。之後政府同意將270多架新型武裝直升機從空軍移交給陸軍航空兵，其中包含了美國製造的AH-64D阿帕契長弓直升機，該系列直升機於之前的戰場測試中已勝過了空軍使用的俄製Mi-28攻擊直升機。採用機種向來在性能、品質上優於陸軍直升機的印度空軍，很快對於印度政府該次的決策產生不滿，並表示所有的攻擊用直升機和中型空運直升機都應該歸空軍管轄，且要是陸軍獲得重複的資源來構成自己的「小空軍」的話，將會所費不貲，還會使得兩支採用俄機的空軍直升機中隊在指揮體系上接受陸軍管制。
2013年，因為直升機問題而與陸軍針鋒相對的空軍參謀長諾曼·阿尼爾·庫馬爾·布朗上將，表示原本要移交給陸軍的AH-64D直升機會繼續由空軍持有。